# Liste der Einträge im National Register of Historic Places im Monroe County (Wisconsin)

Lage des Monroe County in Wisconsin

Die Liste der Einträge im National Register of Historic Places im Monroe County in Wisconsin führt alle Bauwerke und historischen Stätten im Monroe County auf, die in das National Register of Historic Places aufgenommen wurden.

## Legende
| NRHP | Historic Place    |
| HD   | Historic District |

## Aktuelle Einträge
| [ 2 ] | Name                                      | Bild                                      | Eintragsdatum        | Lage | Ort      | Beschreibung                                                                                                |
| ----- | ----------------------------------------- | ----------------------------------------- | -------------------- | --- | -------- | --- |
| 1     | Kendalls Depot                            | Kendalls Depot                            | 1981 ID-Nr. 81000050 | North Railroad Street 43° 47′ 35″ N, 90° 22′ 9″ W                                                                      | Kendall  | |
| 2     | Albert and Theresa Marx House             | Albert and Theresa Marx House             | 2007 ID-Nr. 07000835 | 805 Cashton Avenue 43° 44′ 45″ N, 90° 46′ 54″ W                                                                        | Cashton  | 1906 im Queen Anne Style errichtetes Wohnhaus                                                               |
| 3     | Monroe County Courthouse                  | Monroe County Courthouse                  | 1982 ID-Nr. 82000689 | 418 West Main Street 43° 56′ 37″ N, 90° 48′ 44″ W                                                                      | Sparta   | Justiz- und Verwaltungsgebäude des Monroe County                                                            |
| 4     | St. John's Episcopal Church               | St. John's Episcopal Church               | 1983 ID-Nr. 83003406 | 400 North Water Street 43° 56′ 49″ N, 90° 50′ 36″ W                                                                    | Sparta   | 1863 errichtete Kirche                                                                                      |
| 5     | Sparta Free Library                       | Sparta Free Library                       | 1981 ID-Nr. 81000051 | Court Street Ecke Main Street 43° 56′ 39″ N, 90° 48′ 41″ W                                                             | Sparta   | 1902 im neoklassizistischen Stil errichtete Carnegie-Bibliothek                                             |
| 6     | Sparta Masonic Temple                     | Sparta Masonic Temple                     | 1987 ID-Nr. 87001734 | 200 West Main Street 43° 56′ 41″ N, 90° 48′ 45″ W                                                                      | Sparta   | 1923 errichtete Versammlungshalle der örtlichen Freimaurerloge; heute Monroe County Museum                  |
| 7     | Tomah Post Office                         | Tomah Post Office                         | 2000 ID-Nr. 00001498 | 903 Superior Avenue 43° 58′ 42″ N, 90° 30′ 18″ W                                                                       | Tomah    | |
| 8     | Tomah Public Library                      | Tomah Public Library                      | 1976 ID-Nr. 76000068 | 716 Superior Avenue 43° 58′ 47″ N, 90° 30′ 14″ W                                                                       | Tomah    | 1915 im Stil der Prairie Houses errichtete öffentliche Bibliothek                                           |
| 9     | Walczak-Wontor Quarry Pit Workshop        |                                           | 1999 ID-Nr. 99000819 | Adresse nicht veröffentlicht                                                                                           | Cataract | |
| 10    | Water Street Commercial Historic District | Water Street Commercial Historic District | 1992 ID-Nr. 92001554 | Abgegrenzt durch K Street, Main Street, Bridge Street, Spring Street und Jefferson Avenue 43° 56′ 39″ N, 90° 48′ 41″ W | Sparta   | |
| 11    | William G. and Anne Williams House        | William G. and Anne Williams House        | 2005 ID-Nr. 05000531 | 220 East Franklin Street 43° 56′ 46″ N, 90° 48′ 29″ W                                                                  | Sparta   | Im Jahr 1900 im Queen Anne Style errichtetes Wohnhaus des Bankiersfamilie Williams; heute Bed and Breakfast |